# Му (володар Пархе)
Му (кор. 무, 武, Mu, Ko) або У (кит.: 武; піньїнь: Wǔ; Вейд-Джайлз: Wu); ім'я при народженні Темує (кор. 대무예, 大武藝, Dae Muye, Tae Muye; пом. 737) — корейський правитель, другий володар (тійо) держави Пархе. Вів успішні війни проти китайської імперії Тан та корейської держави Сілла. Девіз правління — Ін Ан (인안, китайською Жень-ань — 仁安).

## Життєпис
Старший син тійо Ко-вана та Чулін. При народженні отримав ім'я Де Му Є (в китайському варіанті — Да Уї).
Після смерті батька у 719 році успадкував трон. Впровадив літочислення за власним девізом правління. Отримав від танського імператора титул «Ван провінції Кьожу». Втім невдовзі він обрав власний девіз правління, що значило остаточне оголошення незалежності Пархе від Тан. Втім протягом деякого часу Му-ван, оскільки не було завершено справи на Корейському півострові. Ще з кінця правління Ко-вана тривала війна проти Сілли. Її Му-ван успішно завершив у 721 році.
Водночас відбувалося посилення Тан, яка встановила зверхність над племенами татабів та чорнорічних мохе (відомих як хейсуй-мохе). Крім того, Тан зуміла встановити мир з давнім союзником Пархе — Східнотюркським каганатом. Такі дії китайської влади Му-ван розцінив як ворожі. 726 року підкорив монгольське плем'я доумолоу, що обіймало територію півночі колишньої держави Пуйо. 727 року атакував плем'я чорнорічних мохе, китайських васалів.
У 727 і 729 роках відправив посольства до Японії для укладання й підтвердження союзу проти Сілли, з якою в японських імператорів були складні стосунки.
Брат правителя Пархе — Да Мун Є — виступив проти ворожих дій відносно Тан та її союзників, перейшовши на бік китайців. Китайський імператор Сюань-цзун фактично відхилив звернення Му-вана видати йому брата або стратити його як зрадника. З цього часу почалася підготовка до війни з Тан.
Китайські війська випередили Пархе, завдавши 730 року поразки киданям на чолі з ханом Кетуганєм, що зберігав союз з Му-ваном. Це стало приводом до війни, що почалася 732 року. Спочатку Му-ван відправив флот проти танської флотилії, що стояв у порту Денчжоу — в гирлі річки Амнок. Друга частина військ висадилася та сплюндрувала частину півострова Шаньдун. Потім кіннота Пархе атакувала прохід Шаньхайгуань у Великому китайському мурі. У відповідь танські війська спільно з Сіллою спробували атакувати територію Пархе, але зазнали поразки переважно через важкі погодні умови. 733 року Му-ван відправив війська на допомогу киданям. Також відновив союз зі східнотюркським каганом Більге.
Втім у 734 році ситуація змінилася зі смертю Більге-кагана. Новий правитель тюрків — Йоллиг-тегін уклав мир з імперією Тан. Війська знову завдали нищівної поразки киданям. За цих умов 735 року Му-ван замирився з танським імператором Сюань-цзуном. Останній продовжував зіштовхувати Сіллу з Пархе, передавши першій землі на південь від річки Пхе. Проте Му-ван намагався зберігати мир з усіма сусідами.
Помер володар Пархе у 737 році. Йому спадкував син Мун-ван.

## Родина
- Де Дорі Хен
- Де Уї Сін
- Де Хум Му (д/н—793), 3-й володар Пархе
- Де Вон Уї (д/н—794), 4-й володар Пархе